# Phelotrupes jekeli
Phelotrupes jekeli is een keversoort uit de familie mesttorren (Geotrupidae). De wetenschappelijke naam van de soort werd in 1869 gepubliceerd door Edgar von Harold.